# La matança dels Abenserraigs
L'obra La matança dels Abenserraigs de l'artista Marià Fortuny és una pintura a l'oli sobre llenç. Resulta difícil poder establir una cronologia exacta de quan es va finalitzar la peça, però a partir d’una carta de Madrazo comenta que es va iniciar a la segona quinzena de setembre de 1870. Des de l'any 1949 va passar a formar part de la col·lecció del Museu Nacional d'Art de Catalunya (MNAC) i actualment es troba localitzada a la sala número 48.

## Contextualització de l'obra i estil
L'orientalisme és un corrent artístic i cultural que va influir profundament en l'obra de Marià Fortuny, convertint-se en una de les característiques distintives del seu treball. Aquest moviment, que va sorgir a Europa durant el segle XIX, es va caracteritzar per l'interès i la fascinació per les cultures, paisatges i costums del Pròxim Orient, el Nord d'Àfrica i altres regions orientals.
Marià Fortuny (1838-1874), nascut a Reus i format artísticament a Barcelona i Roma, es va veure profundament influït per l'orientalisme. Aquesta influència es va manifestar especialment després dels seus viatges al Marroc el 1860, on va acompanyar l'exèrcit espanyol com a pintor oficial durant la Guerra d'Àfrica. Aquest viatge va ser determinant per a la seva carrera, ja que li va proporcionar una gran quantitat de material visual i temàtic que utilitzaria en la seva obra posterior.
Fortuny va viure una etapa especialment productiva i inspiradora durant la seva estada a Granada des de l’any 1870, on l'orientalisme va tenir una influència molt notable en la seva obra. Va decidir exiliar-se del París bohèmic de l'època, fruit de l'esclat de la guerra francoprussiana i decideix instaurar-se a Granada, allunyant-se d’aquestes grans metròpolis i retrobant-se amb aquests espais encara més tradicionals. Va visitar l’Alhambra diverses vegades i aquestes estades van ser fonamentals per al desenvolupament del seu estil. Granada, amb el seu passat islàmic i els seus monuments emblemàtics, com l'Alhambra i el Generalife, proporcionaven un marc perfecte per a la seva exploració artística. Les visites de Fortuny a la ciutat andalusa van tenir lloc en una època en què la ciutat era un centre de fascinació per als artistes i intel·lectuals europeus, que hi veien una font d'inspiració exòtica i romàntica.

## Descripció formal
La pintura representa l'interior del Pati dels Abenserraigs a l’Alhambra de Granada. La temàtica de l'obra és “La Batalla dels Abenserraigs”, Fortuny s'inspira en les cròniques de l'època sobre els conflictes que van succeir entre els Abenserraigs i els Zegris l’any 1485, dues de les faccions nobles de moriscos que es van enfrontar en la ciutat de Granada durant els últims anys de presència musulmana a la península ibèrica. El rei Boabdil va ordenar la matança dels membres més rellevants de la família dels Abenserraigs per tal de prendre el poder de la ciutat de Granada. 
Ens trobem davant d'una pintura inacabada, igual que succeirà amb moltes obres d'aquest període. Fortuny no ens mostra l'estança completament, sinó que busca una composició angular que li permet donar tot el protagonisme a la història. L'obra està clarament dividida en tres registres: en primer pla trobem les dues figures dels assassinats, Fortuny crea una diagonal molt clara entre la figura que porta les túniques de colors vermellosos i ho enllaça amb la sang que es veu regalimada a la font. Aquesta composició permet entendre que ha succeït en l'escena mostrada. En concret aquesta figura, ha estat posada en relació amb la figura també jacent de Cèsar, en la pintura de La mort de Cèsar de Gerome. Aquesta similitud la intueix Cristina Mendoza en el catàleg de la retrospectiva “Fortuny ( 1834-1874)" realitzada al Museu Nacional d’art de Catalunya (MNAC), l'any 2004. Segons Mendoza, Fortuny havia vist la fotografia en la qual apareixia exposada l'obra de Gerome en el Saló de París de 1859 en un dels llibres editats per la casa Goupil. També cal incidir en el fet que aquest tipus de postura de la figura és recurrent en diverses obres de Fortuny com ara Cabilenc mort o Àrab vetllant el cadàver del seu amic.   
En segon pla, la figura de l'infant que apareix lligada a la columna destaca envers tota la composició, la vertical accentuada pel cos que es deixa caure del nen, contrasta amb un pla molt més horitzontal. A més, aporta en aquesta part de la composició tota la llum fent que recaigui gran part del pes narratiu. Al costat de la figura, veiem un home que observa com entren les tropes. Per acabar, veiem l'estança i les pintures que decoren les parets. Cal destacar que inclou una escena de cacera que no correspon amb el cànon musulmà. Per tant, veiem a un Fortuny diferent. Es permet incloure elements que trenquen la versemblança, però que enriqueixen la narració. De fet, aquesta escena de cacera l'extreu d'una de les pintures que decoren un dels sostres que decoren la Sala dels Reis de l'Alhambra que Fortuny havia pogut veure donat que li van permetre pintar dins del mateix complex monumental. En una de les cartes de Madrazo ens indica que Fortuny pintava sobretot a les nits dins les estances palatines amb la llum d'una llàntia, ja que això li proporcionava uns jocs de clarobscur que aportaven dramatisme a l'escena.
L'escena es troba imbuïda d'un dinamisme intens i una dramatització teatral intentant imitar als grans pintors orientalistes, en concret la figura de Gérôme. El Fortuny que trobem en les obres abans de l'època granadina era de tipus molt més costumista. En aquest període canvia i l'artista fa un gran esforç perquè la història s'expliqui a través de la pintura. Fa narracions molt més ambicioses com aquesta.

## Dibuixos preparatoris

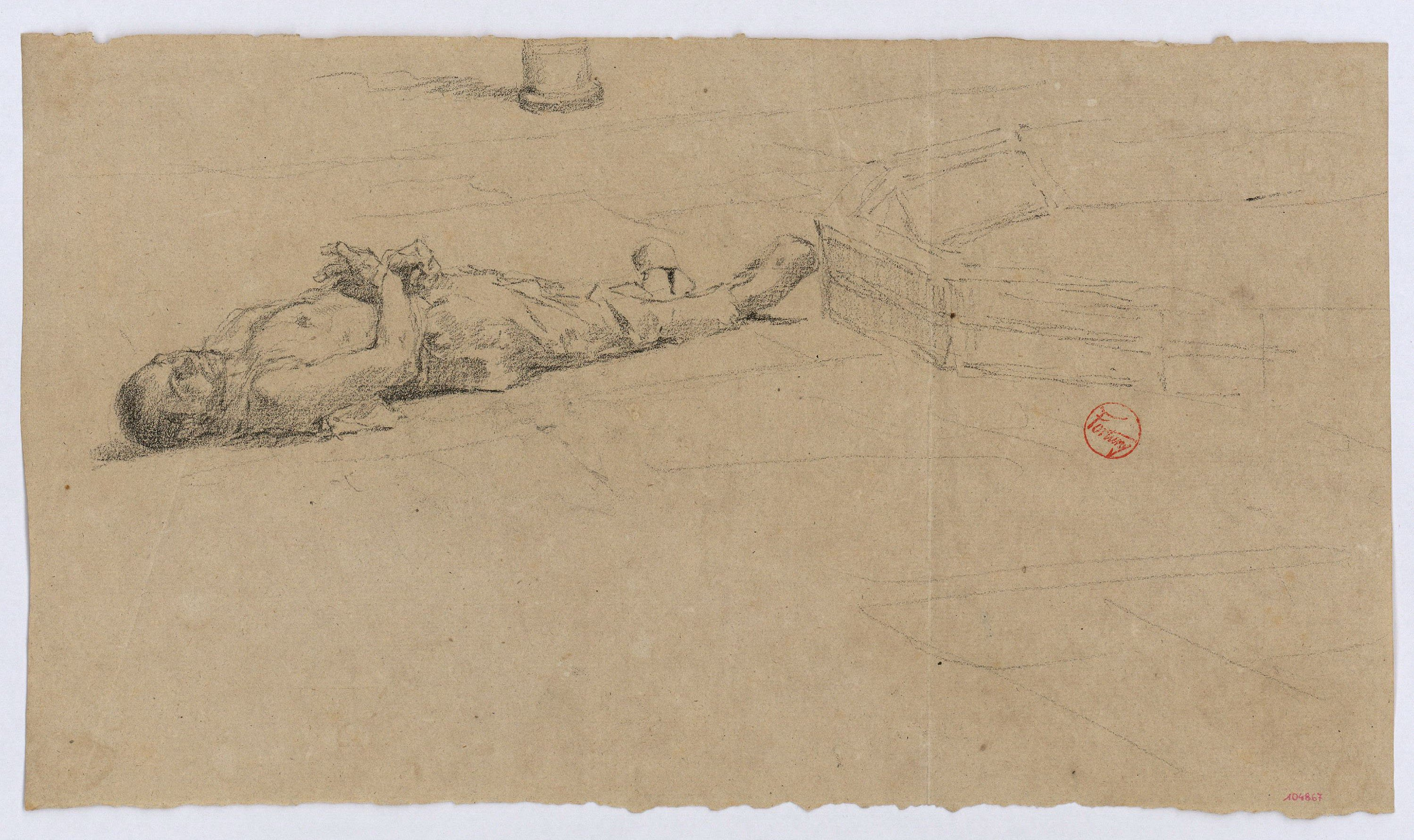
Estudi per al quadre «La matança dels Abenserraigs». Llapis conté sobre paper. 21,5 x 38,2 cm. Segell de la testamentaria del pintor en l'angle dret. Museu Nacional d'Art de Catalunya (MNAC). Núm. inventari 104867-D

Per a la realització d’aquesta composició, Fortuny va realitzar alguns dibuixos preparatoris dels quals es tenen constància. Dos d’ells es conserven en el Museu Nacional de Catalunya (MNAC), Estudi per al quadre «La matança dels Abenserraigs» executat amb llapis conté sobre paper i Estudi per al quadre «La matança dels Abenserraigs» fet amb llapis de grafit sobre paper. Els dos estudis preparatoris són realitzats l’any 1870. Corresponen als números d'inventari 104867-D i 105039-D respectivament. En aquests dibuixos preparatoris podem observar les figures esbossades, inacabades que reprodueixen amb exactitud les posicions que després Fortuny plasmarà en el gran llenç. El primer mostra la figura jacent vermella i el segon és l’estudi de la composició del quadre dintre del quadre. És a dir, l’escena de cacera.

En últim lloc, voldria destacar el dibuix preparatori de “El agarrotado” que es troba en el Musée Goya i correspon al número d'inventari 50-6-31. Aquest dibuix es va realitzar amb tinta parda a ploma i aiguada de tinta parda sobre paper. En aquest cas trobem dibuixada la figura del nen que pren tota la importància en el quadre, però aquí la figura encara transmet més crueltat donat el color fosc de la tinta accentuant encara més el dolor de la figura. 

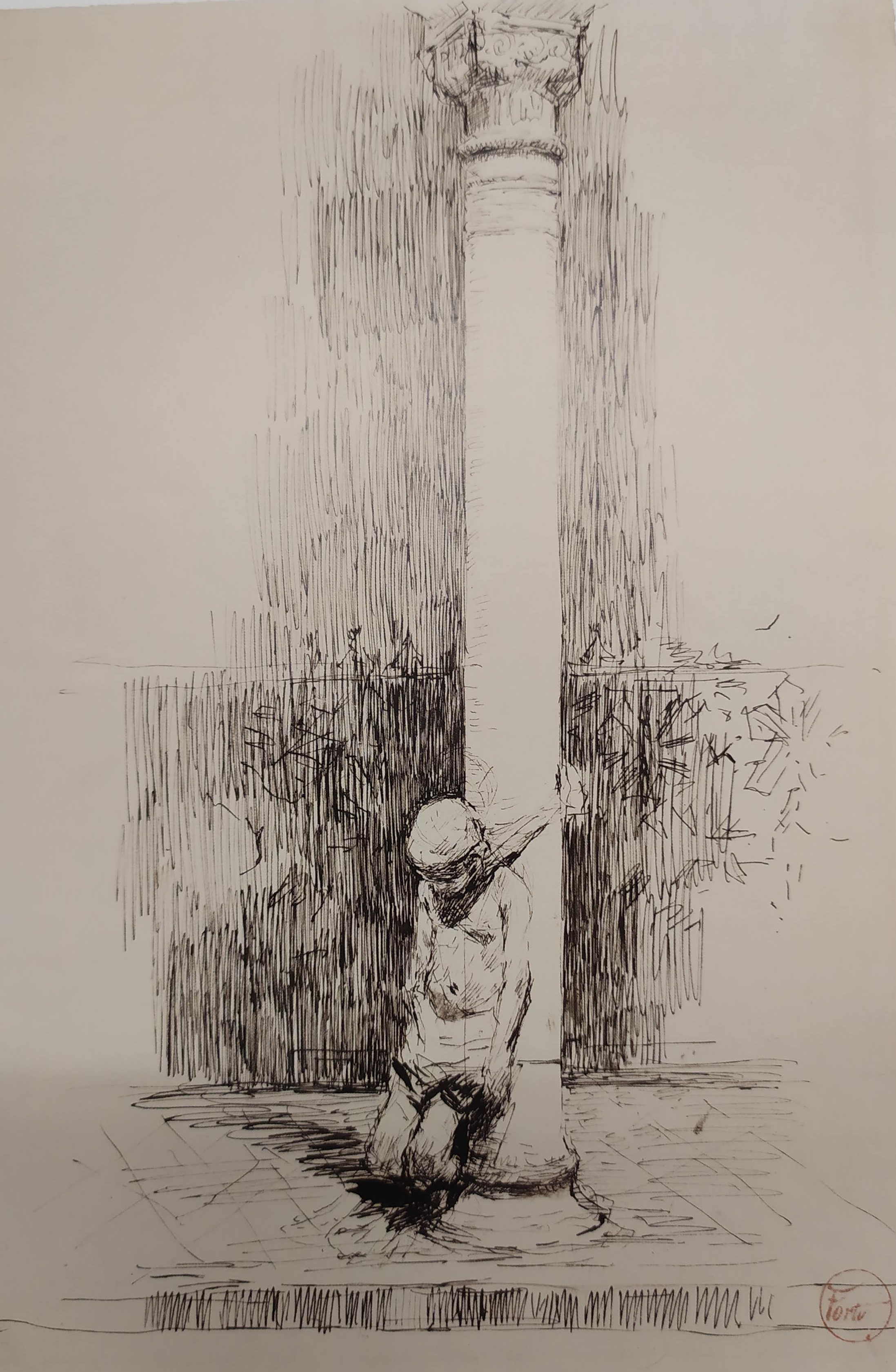
El agarrotado. Tinta parda a plome i aiguada de tinta parda sobre paper. 310 x 216 mm. Segell de la testamentaria del pintor en l'angle inferior dret. Musée Goya. Núm. inventari 50-6-31

A més, cal mencionar, que Fortuny, a banda dels diversos estudis preparatoris pel que fa a la composició de les figures, també va fer un gran exercici envers els ropatges. Va demanar a Charles Davillier en una carta del 27 de novembre de 1871 detalls de les vestimentes i de les miniatures del llibre Séances de Harîrî per a poder realitzar un ropatges acurats i adients a l'època que volia representar.  

## Història de l'obra
La primera vegada que trobem documentada l'obra és a la fotografia Vista de l’estudi de Marià Fortuny a Roma, h. 1873-1874. En aquesta imatge localitzem l'obra, darrere del quadre El patio de la Alberca en la Alhambra. Després de la mort prematura de Fortuny l’any 1874, moltes de les seves obres van ser venudes per la seva família per tal de garantir el seu suport econòmic. A l'any següent es té constància que l'obra es troba a París, concretament a la gran casa de subhastes l’Hôtel Drouot. El 26 d’abril de 1875 es va iniciar la subhasta de pintures de Fortuny, va atraure l'atenció de col·leccionistes, marxants d’art i institucions culturals, ansiosos per adquirir les peces d'un dels artistes més admirats del s. XIX. Va ser una de les obres més destacades d’aquesta subhasta i la seva venda va contribuir a consolidar la reputació de Fortuny a escala internacional, així com a garantir el reconeixement pòstum de la seva obra. Finalment, aquesta obra va ser rematada per 7.800 francs i la va comprar un tal Hedouin, aquesta informació es coneix arran d’unes notes manuscrites que van apareix en un dels catàlegs de la subhasta. Tot i això, l'obra no es coneixia amb el títol actual, sinó que se li va atorgar Salle d’Abencerrages à L’Alhambra, finalment Charles Davillier la va catalogar com a El patio de los Arrayanes (cour des Myrtes). Posteriorment, la pintura va passar a formar part de la col·lecció de Charles Sedelmeyer, fins a 1877, any en què es va vendre tota la col·lecció.  
Fins a 1948 no es té cap rastre sobre l'obra, fins que de nou apareix a Hôtel Drouot, per ser subhastada altre cop, i finalment la va adquirir José Almenara per 35.000 pessetes. Aquesta compra per part d’Almenara també reflecteix el creixent interès pel patrimoni artístic espanyol durant la postguerra, un període en què els col·leccionistes i les institucions culturals van treballar per recuperar i preservar obres d'importància nacional.    
Aquests episodis de les dues subhastes són rellevants perquè ens mostren la valoració del mercat artístic en l'època. La venda a l’Hôtel Drouot va demostrar l’alt valor i la gran demanda de les obres de Fortuny, tot i no fer ni un any que va morir, reafirmant el seu lloc com un dels mestres de la pintura del s. XIX. La venda de “El patio de los Arrayanes” o “La matança dels abenserraigs” va suposar un moment clau en la dispersió del llegat artístic de Fortuny, assegurant que les seves obres continuessin sent apreciades per les generacions futures.
Durant el s. XX, la importància de preservar i exposar obres d'art dalt valor cultural va augmentar significativament a Espanya. El Museu Nacional d’Art de Catalunya (MNAC), com a principal institució museística de Catalunya dedicada a la conservació i difusió del patrimoni artístic català, es va convertir en un lloc clau per a la preservació d'obres mestres. El procés que va portar La matança dels Abenserraigs” al MNAC es va iniciar amb la voluntat de fer accessible al públic una obra tan important. A través d’acords amb col·leccionistes privats i institucions, el MNAC va anar ampliat la seva col·lecció amb peces fonamentals de l'art catal. En aquest context, es va considerar essencial que un obra de la magnitud i significació com La matança dels Abenserraigs, formes part de la col·lecció del museu. Almenara va arribar a un acord amb el MNAC perquè pogués adquirir l'obra, per la voluntat de garantir que l'obra fos accessible al públic i fos apreciada i estudiada en el context de la història de l'art català.